# Eurysternus caribaeus
Eurysternus caribaeus là một loài bọ cánh cứng trong họ Bọ hung (Scarabaeidae).